# Stockholm Apnea
Stockholm Apnea är Stockholms största och äldsta klubb för fridykning för vuxna. Klubben arrangerar nybörjarkurser för fridykning och har även många aktiva medlemmar som tävlar på SM och VM. Poolträning sker huvudsakligen i Eriksdalsbadet. Klubben är ansluten till Svenska Sportdykarförbundet (SSDF).